# William Thompson (filósofo)
William Thompson (Cork, 1775 – Rosscarbery, condado de Cork, 28 de março de 1833) foi um político, economista, filósofo e reformador social irlandês, promotor e sócio do movimento cooperativo inglês, cujas concepções influenciaram os organizadores dos sindicatos de trabalhadores e Karl Marx.
Sua vontade de transferir sua propriedade para o movimento cooperativo após a sua morte provocou o caso mais longo na história do sistema legal irlandês como ramos da sua família lutando para ter a sua vontade anulada. De acordo com  ET Craig, esta decisão de transferir sua propriedade para o movimento cooperativo foi tomada depois de uma visita à pioneira Comuna Ralahine.

## Influência sobre Karl Marx
Karl Marx se deparou com a obra de Thompson em uma visita a Manchester em 1845 e cita isto em seus livros Miséria da Filosofia (1847) e também na sua maior obra Capital. No entanto, o mesmo pode ser dito de outros políticos e economistas socialistas como Thomas Hodgskin, John Gray e John Francis Bray.

## Obras
Suas principais obras são:
- Thompson, William, An Inquiry into the Principles of the Distribution of Wealth Most Conducive to Human Happiness; applied to the Newly Proposed System of Voluntary Equality of Wealth, (Longman, Hurst Rees, Orme, Brown & Green: London), 1824.
- Thompson, William, Appeal of One Half the Human Race, Women, Against the Pretensions of the Other Half, Men, to Retain Them in Political, and thence in Civil and Domestic Slavery, (Longman, Hurst Rees, Orme, Brown & Green: London), 1825.
- Thompson, William, Labor Rewarded. The Claims of Labor and Capital Conciliated: or, How to Secure to Labor the Whole Products of Its Exertions, (Hunt and Clarke: London), 1827.
- Thompson, William, Practical Directions for the Speedy and Economical Establishment of Communities on the Principles of Mutual Co-operation, United Possessions and Equality of Exertions and the Means of Enjoyments, (Strange and E. Wilson: London), 1830.